# Gajus Varro
Gajus Terentius Varro var konsul i Romarriket på 200-talet före Kristus, och ledde tillsammans med den andre konsuln Lucius Aemilius Paullus den nya romerska armén till Cannae år 216 f.Kr., där den besegrades och till stor del förintades av trupperna under Hannibal Barkas. Varro lyckades fly och blev senare ambassadör i Afrika men Paulus stupade i slaget tillsammans med över 60 000 romerska soldater och 80 senatorer.